# Amtsgericht Mogilno
Das Amtsgericht Mogilno war ein preußisches Amtsgericht mit Sitz in Mogilno (Provinz Posen).

## Geschichte
Das königlich preußische Amtsgericht Mogilno wurde mit Wirkung zum 1. Oktober 1879 als eines von fünf Amtsgerichten im Bezirk des Landgerichtes Gnesen im Bezirk des Oberlandesgerichtes Posen gebildet. Der Sitz des Gerichtes war  Mogilno. Sein Gerichtsbezirk umfasste aus dem Kreis Mogilno die Stadtbezirke Mogilno und Pakosch und die Polizeidistrikte Mogilno und Pakosch. Am Gericht bestanden 1880 zwei Richterstellen. Das Amtsgericht war damit ein kleines Amtsgericht im Landgerichtsbezirk. Gerichtstage wurden in Pakosch gehalten. Der Amtsgerichtsbezirk kam aufgrund des Versailler Vertrages 1919 zu Polen, und das Amtsgericht stellte seine Arbeit ein. An seiner Stelle wurde das polnische Sąd Powiatowy w Mogilnie eingerichtet. Im Jahre 1939 wurde Polen deutsch besetzt. Im Rahmen der Neuorganisation der Gerichte in Ostdeutschland und im ehemaligen Polen wurden das Amtsgericht Mogilno neu gebildet, nun aber dem Landgericht Hohensalza zugeordnet.
Im Jahre 1945 wurde der Amtsgerichtsbezirk unter polnische Verwaltung gestellt, und die deutschen Einwohner wurden vertrieben. Damit endete auch die Geschichte des Amtsgerichtes Mogilno. Unter polnischer Verwaltung entstand das Sąd Rejonowy w Mogilnie (1950–1975: Sąd Powiatowy w Mogilnie).